# 孤語

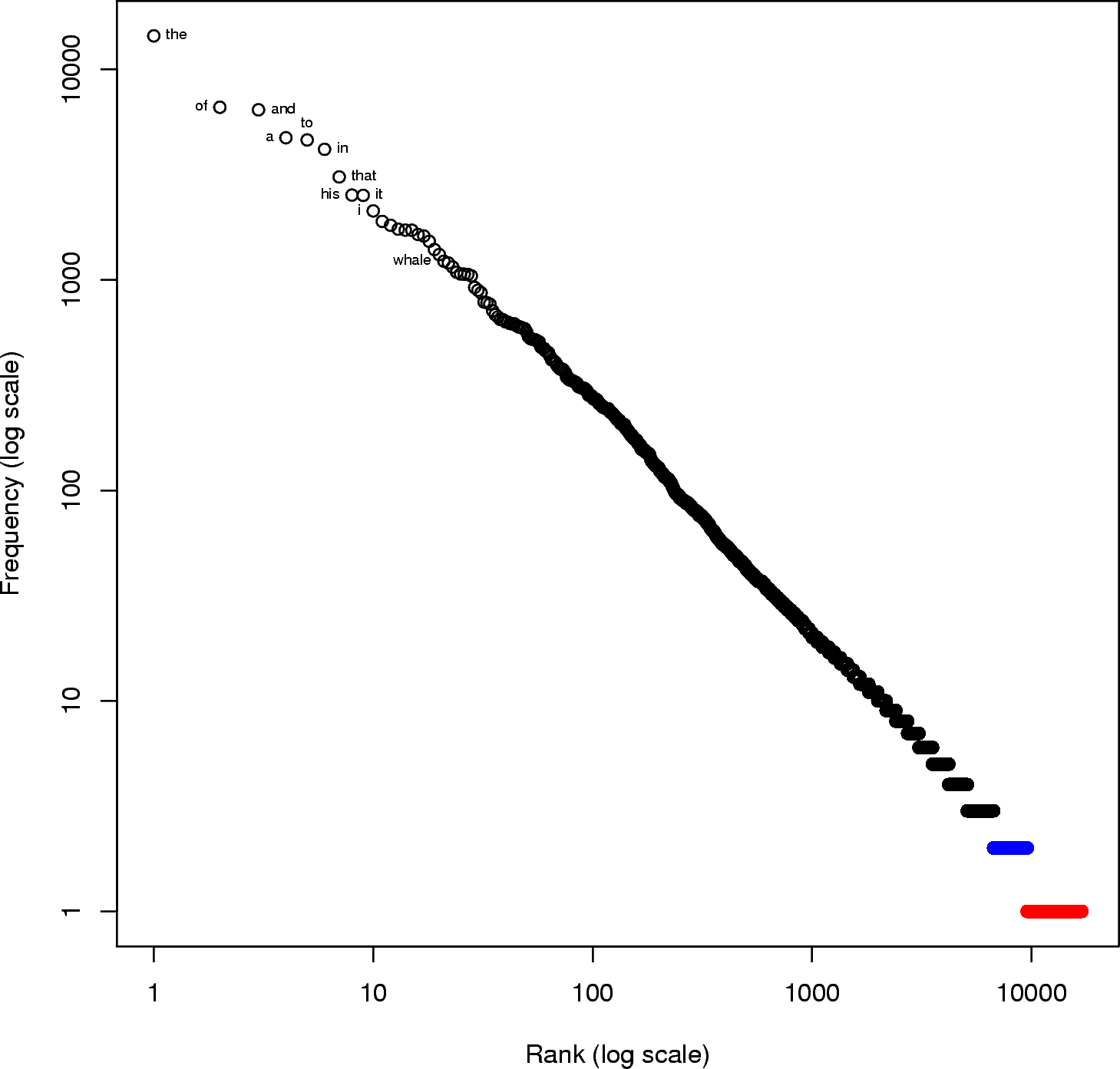
小説『白鯨』に使用された単語の順位・頻度。この小説中に現れる単語のうち、およそ 44% は「matrimonial」など、作品中にたった1回だけ現れる孤語である（赤色に表示）。また、およそ 17% は「dexterity」など、2回だけ現れるディス・レゴメノンである（青色に表示）。ジップの法則によれば、この図にプロットされる単語はほぼ直線上に並ぶことが予想される。

孤語（こご）、ないし、ハパックス・レゴメノン（hapax legomenon、 ([ˈhæpəks lɪˈɡɒmɪnɒn]、[ˈhæpæks]、[ˈheɪpæks]、複数形はハパックス・レゴメナ (pl. hapax legomena)、hapax (pl. hapaxes) と略記）は、コーパス言語学において、ある言語で書き記されたすべてのテキスト全体なり、特定の作家の作品群や、特定のひとつのテキストの中など、一定の文脈の中で、1回だけ出現する単語である。時として、誤用として、ある作家の特定の1作品の中だけに現れる語を、その作品で複数回現れていてもこのように言うこともある。ハパックス・レゴメノンは、ギリシア語で「一度だけ言われた」を意味する「ἅπαξ λεγόμενον」を、ローマ字表記にしたものである。
これに関連する表現として、「ディス・レゴメノン (dis legomenon)」、「トリス・レゴメノン (tris legomenon)」、「テトラキス・レゴメノン (tetrakis legomenon)」があり、「ディス ([ˈdɪs])」、「トリス ([ˈtrɪs])」、「テトラキス ([ˈtɛtrəkɪs])」はそれぞれ2回、3回、4回その単語が現れることを意味するが、実際に使われることは少ない。
孤語はごくありふれた現象であり、ジップの法則から予想されるように、コーパスに含まれる単語の出現頻度は、その頻度順位に反比例する。大規模なコーパスにおいては、すべての単語のうち、およそ40%から60%が孤語となり、10%から15%が 2回しか現れない「ディス・レゴメノン」になるとされている。このため、アメリカ英語のコーパスであるブラウン・コーパスの場合、ほぼ半数の5万語は、このコーパスの範囲内では孤語となっている。
孤語は、あるテキスト全体の中でその単語が出現する頻度によってのみ規定されるものであり、その成立の起源や、話し言葉における普及の程度などは考慮していない。したがって、まったく記録されないことも、一定の範囲で通用することも、広く記録されることもあり得、また、それを定着させる契機となった作品の中で何度も用いられたりすることがあり得る臨時語 (nonce word) とは異なる概念である。